# Netball ai XXVIII Giochi del Sud-est asiatico
Le gare di netball ai XXVIII Giochi del Sud-est asiatico sono state disputate a Singapore tra il 31 maggio e il 7 giugno 2015.

## Podi
| Torneo          | Oro       | Argento  | Bronzo            |
| Torneo maschile | Singapore | Malaysia | Thailandia Brunei |

## Medagliere
| Posiz. | Nazione    | Oro | Argento | Bronzo | Totale |
| ------ | ---------- | --- | ------- | ------ | ------ |
| 1      | Singapore  | 1   | 0       | 0      | 1      |
| 2      | Malaysia   | 0   | 1       | 0      | 1      |
| 3      | Thailandia | 0   | 0       | 1      | 1      |
| 3      | Brunei     | 0   | 0       | 1      | 1      |
| Totale | Totale     | 1   | 1       | 2      | 4      |